# Plecia perplexa
Plecia perplexa är en tvåvingeart som beskrevs av Hardy 1942. Plecia perplexa ingår i släktet Plecia och familjen hårmyggor. Inga underarter finns listade i Catalogue of Life.